# Никос Спиропулос
Никос Спиропулос (рођен 10. октобра 1983) бивши је грчки професионални фудбалер који је играо на позицији левог бека.

## Клупска каријера

### Рана каријера
Спиропулос је започео своју каријеру у ПАС Јањини 2001. године, када је учествовао, по први пут на Алфа Етники такмичењу, током своје прве сезоне. За три године, играјући у овом клубу одиграо је укупно 33 утакмице, од којих су све у такмичењу Бета Етхники.

### Панионис
У лето 2004. године потписао је уговор која га одводи у Грчку Суперлига, и то са Паниониосом. Осам месеци касније, тебало је да потпише уговор о трансферу у Панатинаикос, заједно са својим саиграчима Александросом Циолисом и Евангелосом Мантзиосом.Тада је он био позитиван на недозвољена средства тестостерона и био је првобитно суспендован на две године. Његов је трансфер због тога оказан. Он се вратио поново на терен годину дана касније и наставио да игра за три и по године за Паниониосом, када стиче углед као један од најбољих левих бекова у грчком првенству.
Током периода у летњом прелазном року 2007. године и зимском периоду 2008. године, Спиропулос привукла је интересовање клубова као што су АЕК, Олимпијакос и ФК Вердер Бремен, међутим ни у један од ових клубова није прешао.

### Панатинаикос
У јануару 2008. године, Спиропулос прелази у ФК Панатинаикос када је потписао уговор вредности од 2 милиона €. Послије показане импресивне игре током друге половине сезоне 2007/06., Спиропулос је почетак сезоне 2008/09. почео да игра као главни леви бек за ФК Панатинаикос. Хенк Тен, менаџер клуба је тада похвалио његову способност. Спиропулоса главна предност у односу на остале биле су његова брзина, издржљивост и способност да се иде напред кад год је то могуће. Због клаузуле у потписаном уговору није могао да игра против свог претходног тима Паниониоса за две године након његовог трансфера у ФК Панатинаикос.

### Кјево Верона
Два дана пре завршетка зимске сезоне, грчки дефанзивац Никос Спиропулос је представљен новинарима у Парк Хотелу када је потписивао уговор који га одводи у Серију А за италијански клуб Кјево Верона. Спиропулос је током конференције за новине рекао:  "Ја сам овде да одиграм своју улогу. Покушаћу да се прилагодим што је брже могуће, и да помогнем Кјеву да достигну свој циљ. Ја сам одбрадбени играч, али ја могу играти и на другим позицијама и ја волим да играм у нападу. Захваљујем Кјеву што су ми пружили прилику да заиграм у Италији. Потрудићу се да повјерење које ми је дато оправдам." Узео је учешће на две утакмице за клуб, да би остатак сезоне због повреде пропустио даља учешћа.

### ПАОК
Најава за трансфер у ФК ПАОК званичнао је потврђена објавом на твитер профилу, коју је сам Спиропулос објавио. Прије преласка задњих 6 месеци је провео у ФК Кјеву. Дебитовао је у клубу у децембру 2013. када су иборили победу, резултатом 2:0 у гостима против Јањине.
 Дана 15. априла 2015. године, његов уговор је раскинут.

## Међународна каријера
Његов таленат је на почетку игнорисан, а посебно Отоа Рехагела, али у 2007. године ипак изабран.Спиропулос је у себи имао комбинацију брзине, снаге, спретности и издржљивости.
Дана 17. новембра 2007. године направио свој национални дебитантски наступ и то резултатом 5:0 на квалификацијама УЕФА Лиге Еврпое када су изгубили од Фудбалске репрезентације Србије.

### Голови
| #  | Датум             | Догађај        | Противник | Скор  | Резултат    | Такмичење                             |
| -- | ----------------- | -------------- | --------- | ----- | ----------- | ------------------------------------- |
| 1. | 3. септембар 2010 | Пиреј, Грчка   | Грузија   | 1 : 1 | Изједначење | УЕФА Лига Европе 2012 - квалификације |
| 2. | 7. септембар 2012 | Рига, Летонија | Летонија  | 1 : 2 | Победа      | ФИФА Свјетски куп 2014- квалификације |

## Трофеји

### Панатинаикос
- Суперлига Грчке у фудбалу: Суперлига Грчке у фудбалу 2009/10.
- Куп Грчке: Куп Грчке 2010.

## Статистика каријере
| Клуб         | Сезона                            | Лига | Лига   | Куп  | Куп    | Континентално | Континентално | Друго | Друго  | Укупно | Укупно |
| Клуб         | Сезона                            | Apps | Голови | Apps | Голови | Apps          | Голови        | Apps  | Голови | Apps   | Голови |
| ------------ | --------------------------------- | ---- | ------ | ---- | ------ | ------------- | ------------- | ----- | ------ | ------ | ------ |
| ПАС Јањина   | Бета Етхники 2001/02              | 6    | 0      | –    | –      | –             | –             | –     | –      | 6      | 0      |
| ПАС Јањина   | Алфа Етхники 2002/03              | 0    | 0      | –    | –      | –             | –             | –     | –      | 0      | 0      |
| ПАС Јањина   | Бета Етхники 2003/04              | 27   | 1      | 1    | 0      | –             | –             | –     | –      | 28     | 1      |
| ПАС Јањина   | Укупно                            | 33   | 1      | 1    | 0      | –             | –             | –     | –      | 34     | 1      |
| Паниониос    | Алфа Етхники 2004/05              | 16   | 0      | 1    | 0      | 3             | 0             | –     | –      | 20     | 0      |
| Паниониос    | Алфа Етхники 2005/06              | 11   | 0      | –    | –      | –             | –             | –     | –      | 11     | 0      |
| Паниониос    | Суперлига Грчке у фудбалу 2006/07 | 24   | 1      | 1    | 0      | –             | –             | –     | –      | 25     | 1      |
| Паниониос    | Суперлига Грчке у фудбалу 2007/08 | 17   | 0      | 1    | 0      | 4             | 0             | –     | –      | 22     | 0      |
| Паниониос    | Укупно                            | 68   | 1      | 3    | 0      | 7             | 0             | –     | –      | 78     | 1      |
| Панатинаикос | Суперлига Грчке у фудбалу 2007/08 | 10   | 0      | –    | –      | –             | –             | –     | –      | 10     | 0      |
| Панатинаикос | Суперлига Грчке у фудбалу 2008/09 | 30   | 0      | 3    | 0      | 10            | 0             | -     | -      | 43     | 0      |
| Панатинаикос | Суперлига Грчке у фудбалу 2009/10 | 25   | 0      | 1    | 0      | 10            | 0             | –     | –      | 36     | 0      |
| Панатинаикос | Суперлига Грчке у фудбалу 2010/11 | 22   | 1      | 3    | 0      | 5             | 0             | 2     | 0      | 32     | 1      |
| Панатинаикос | Суперлига Грчке у фудбалу 2011/12 | 24   | 0      | 1    | 0      | 9             | 0             | 2     | 0      | 36     | 0      |
| Панатинаикос | Суперлига Грчке у фудбалу 2012/13 | 17   | 0      | 1    | 0      | 9             | 0             | –     | –      | 27     | 0      |
| Панатинаикос | Укупно                            | 128  | 1      | 9    | 0      | 43            | 0             | 4     | 0      | 184    | 1      |
| Кјево        | Серија А 2012/13                  | 2    | 0      | 0    | 0      | -             | -             | –     | –      | 2      | 0      |
| Кјево        | Укупно                            | 2    | 0      | -    | -      | –             | –             | –     | –      | 2      | 0      |
| ПАОК         | Суперлига Грчке у фудбалу 2013/14 | 13   | 0      | 2    | 0      | -             | -             | –     | –      | 15     | 0      |
| ПАОК         | Суперлига Грчке у фудбалу 2014/15 | 6    | 0      | 1    | 0      | 3             | 0             | –     | –      | 10     | 0      |
| ПАОК         | Укупно                            | 19   | 0      | 3    | 0      | 3             | 0             | –     | –      | 25     | 0      |
| Career total | Career total                      | 250  | 3      | 16   | 0      | 53            | 0             | 4     | 0      | 323    | 3      |